# 海德堡的帕奇歐

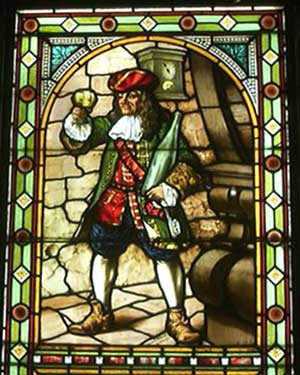
展示海德堡的帕奇歐的三個象徵的畫作:鑰匙、時鐘、高腳杯

海德堡的帕奇歐(Clemens Pankert或 Giovanni Clementi; 1702–1735)，帕奇歐在海德堡是普法茲伯爵查爾斯·菲利普的矮人和著名的小丑，同時也是酒窖( Great Heidelberg Tun)的守護人，並成為海德堡非官方的吉祥物。而他的名字、故事、形象一直與在海德堡或海德堡外的各種節日、傳統歌謠、文化機構、科學機構、旅館、餐廳、私人企業連結在一起。

## 生平

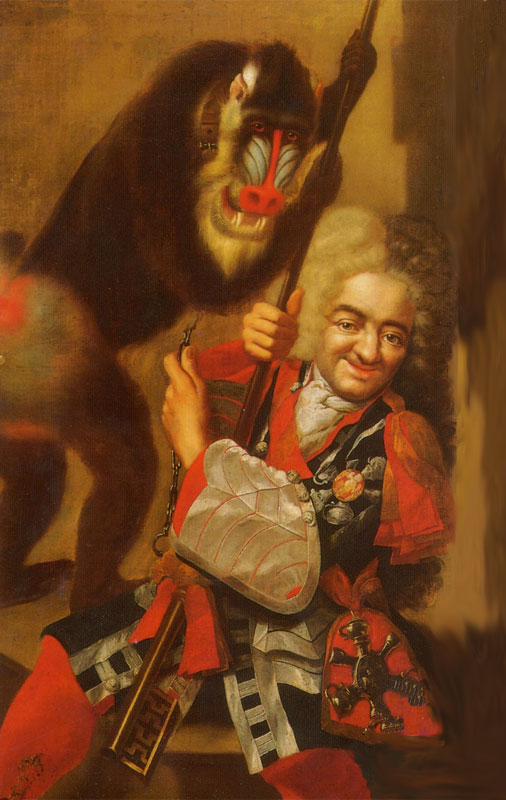
海德堡的帕奇歐與山魈

帕奇歐受侏儒症影響，可能患有假性軟骨發育不全症，他出生於帝爾羅的城市salurn位於今日義大利波爾扎諾自治省的薩洛爾諾，原先的職業是製造鈕扣的工人，1718年他遇到普法茲伯爵查爾斯·菲利普，查爾斯·菲利普從1712年擔任哈布斯堡的統治者，管理的範圍從帝爾羅到更遠的奧地利，菲利普對帕奇歐十分感興趣，當他成為普法茲伯爵後，他將帕奇歐帶到海德堡城堡，帕奇歐成為斟酒人與城堡中的小丑。
帕奇歐因他喝酒的習慣而有了帕奇歐這個綽號，當他被問到是否要再來一杯葡萄酒如他著名的回答"perché no?"(義大利文的為何不?)，帕奇歐雖然身材矮小卻因尿崩症的緣故能大量飲酒並迅速成名，根據文獻紀載他一天能喝五到八加侖的酒，由於他對酒十分了解，他也被賦予看守城堡儲藏的酒的工作，矮小、有趣的帕奇歐看守世界上最大的酒桶(Heidelberg Tun)形成鮮明的對比，並以愛好喝酒著稱。
除了履行他在城堡的職責，他以各種有關參與宮庭惡作劇的幽默傳說聞名，這些故事涉及他在葡萄酒的製作中使用神秘的時鐘，以及他為了一套正式的制服不幸闖入城鎮而得到一把巨大的鑰匙，而最著名的是他的死因，根據傳說海德堡的帕奇歐活到八十歲，在生活中除了酒從沒喝過其他東西，有天因為他生病，醫生讓他喝了一杯水，隔天帕奇歐便過世了。

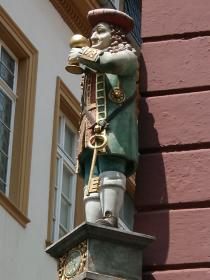
海德堡的帕奇歐雕像

## 其他
維克多·雨果(Victor Marie Hugo，1802－1885)在1840年拜訪海德堡城堡後，海德堡的帕奇歐的故事得以因一封信延續，德國作家Joseph Victor von Scheffel將海德堡的帕奇歐的飲酒歌加入他在1863年出版的選集(Gaudeamus)中，他的紀念活動每年在狂歡節並同樣在Salorno (Maschggra)舉辦。
燈零件商標PERKÊO在1894年10月16日在德國帝國商標局註冊並一直受到保護，Perkeo還是海德堡歷史悠久的旅館的名稱，也是1982年命名的常春藤品種(Hedera helix)的名稱。海德堡大學物理研究所的PERKEO小組研究了自由中子衰變。